# Misofonie
Misofonie (nenávist vůči zvuku nebo také selective sound sensitivity syndrome) je forma snížené zvukové tolerance. Má se za to, že jde o neurologickou poruchu, která se projevuje pouze v případech výskytu specifických zvuků, nehledě na jejich hlasitost. Termín prvně definovali dva neurovědci, manželé Pawel (Polák) a Margaret (Američanka) Jastreboffovi. 

Na rozdíl od hyperakuze je misofonie specifická jen pro určité zvuky, které ji mohou vyvolat. Anatomické umístění této fyziologické abnormality se udává v insulárním kortexu, který se podílí například na vnímání a má funkce souvisejícími s emocemi. Pacienti mají zesílené spojení mezi sluchovým a limbickým systémem.

Insulární kortex

Častěji misofonií trpí ženy než muži.

## Symptomy
Lidé trpící misofonií jsou nejběžněji podráždění nebo rozzuření kvůli každodenním opakujícím se zvukům z okolí. Nejčastěji se jedná o zvuky vydávané při zpracovávání potravy v ústní dutině, jmenovitě mlaskání, polykání a žvýkání. Dále se může jednat o zvuky spojené se stříháním nehtů, čistěním zubů, dýcháním, popotahováním nosu, mluvením, kýcháním, zíváním, chozením, chrápáním, pískáním nebo kašláním. Může se také jednat o vybrané souhlásky nebo stále se opakující zvuky. 
Pacienti trpící misofonií často pociťují silný, náhlý vztek, úzkost, frustraci, paniku nebo například znechucení. Intenzivní úzkost a vyhýbavost se může dále vyvíjet, což v některých případech vede k částečné desocializaci. V závažnějších případech může dotyčný slovně či fyzicky napadnout osobu, která zvuky vytváří. Někteří lidé mohou cítit nutkání napodobovat zvuky, které slyší.

## Příčiny
Příčiny nejsou jasné. První spouštěcí zvuk většinou bývá z úst člena rodiny. První příznaky misofonie se většinou objevují v dětství před pubertou (obvykle věk mezi 9-12). 

## Léčba
- TRT Terapie (Tinnitus Retraining Therapy) - neustálé vystavování specifickým zvukům v pozitivních situacích.[6]
- Kognitivní behaviorální terapie
- Poradenství s odborníkem, mluvení

Dále může stav zlepšít zdravý životní styl; pravidelné cvičení, dostatek spánku a zvládání stresu.

## Prevalence a morbidita
Prevalence misofonie je v současnosti neznámá. Vyskytuje se ale často mezi skupinou osob trpící šelestem v uších (tinnitus). Z globálního hlediska se tak jedná o 4–5% z celkové lidské populace. Některé studie uvádějí prevalenci 60% z celkového počtu osob s ušním šelestem, zatímco v roce 2010 to bylo 10%. Vyšší výskyt misofonie je pozorován také u lidí trpících obsedantně-kompulzivní poruchou (OCD), úzkostnými poruchami nebo Tourettovým syndromem.